# بيل لوري
بيل لوري (بالإنجليزية: Bill Lowery)‏ هو منتج أسطوانات وملحن ودي جيه أمريكي، ولد في 21 أكتوبر 1924، وتوفي في 8 يونيو 2004.

## وصلات خارجية
- بيل لوري على موقع ميوزك برينز (الإنجليزية)